# ZAP Alias
ZAP Alias – elektryczny trójkołowy samochód sportowy klasy miejskiej produkowany pod amerykańską marką ZAP w latach 2007 – 2010.

## Historia i opis modelu

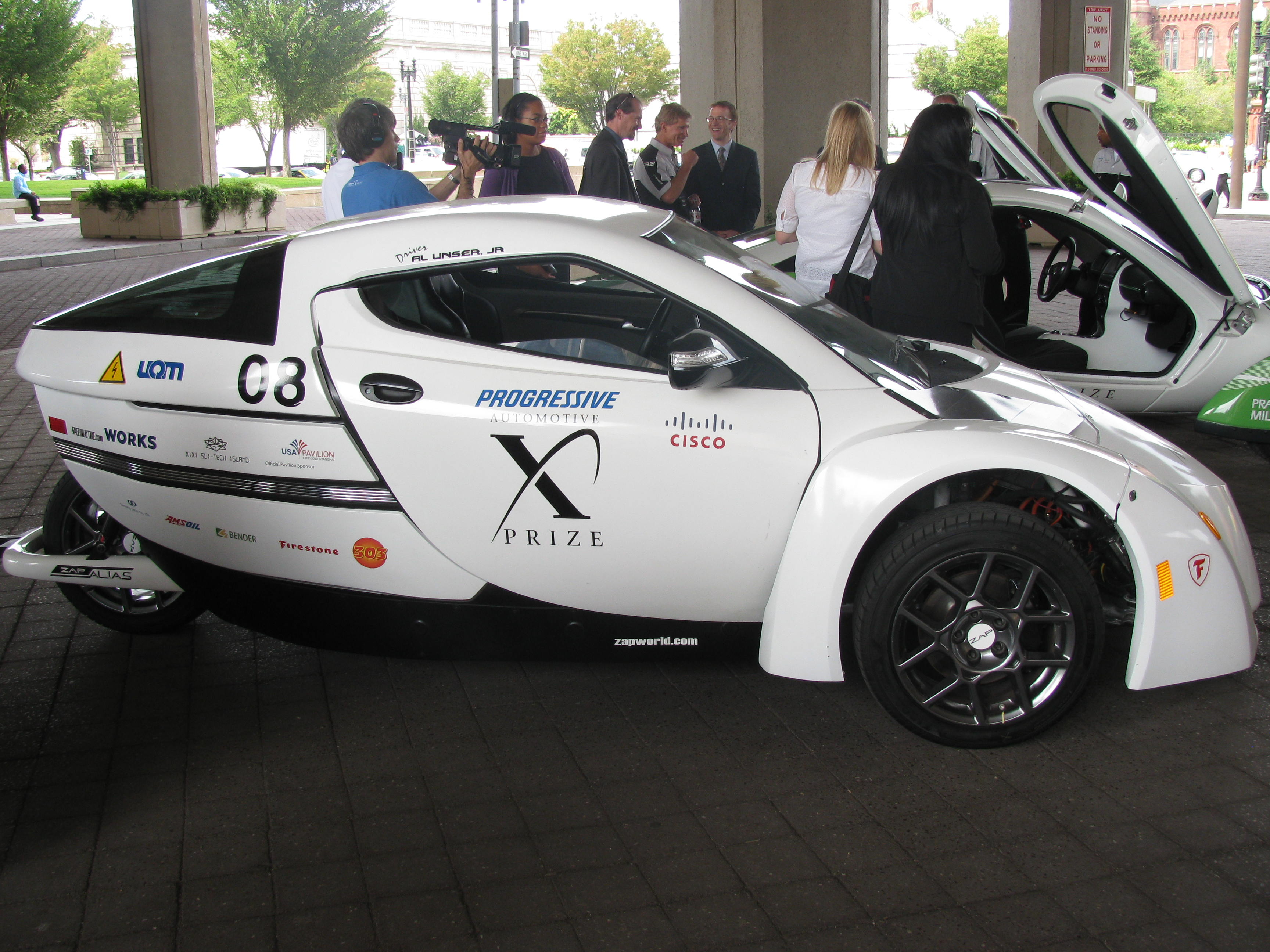
ZAP Alias - sylwetka

W drugiej połowie pierwszej dekady XXI wieku amerykański producent elektrycznych układów napędowych ZAP zdecydował się nawiązać współpracę z brytyjską firmą wytwrzającą samochody sportowe Lotus w celu zbudowania, niewielkiego coupe ZAP Alias. Pierwsze przedprodukcyjne egzemplarze zbudowano w 2007 roku, by przedstawić je publicznie w lutym 2008 rou.
Charakterystyczną cechą pojazdu ZAP Alias była koncepcja trójkołowca, charakteryzująca się dwukołową osią przednią oraz pojecynczym kołem tylnym wieńczącem zawężone nadwozie. Ponadto, drzwi przyjęły postać uchylanych do góry, tzw. lambo doors.

### Sprzedaż
Według pierwotnych założeń produkcja ZAP-a Alias miała rozpocząć się w połowie 2010 roku, a cena wywoławcza za najtańszy egzemplarz miała wynieść 35 tysięcy dolarów. Pierwotne plany zakładały budowanie 10–15 sztuk miesięcznie, jednak samochód nigdy nie trafił do seryjnej produkcji.

### Dane techniczne
ZAP Alias był samochodem elektrycznym, którego napęd tworzyły dwa silniki elektryczne o łącznej mocy 322 KM. Samochód umożliwiał rozpędzenie się do 100 km/h w 7,7 sekundy, a także przejechanie na jednym ładowaniu do 166 kilometrów.